# Gérard Vandystadt
Gérard Vandystadt, né le 25 novembre 1948 à Paris, est un photographe français.

## Biographie
Gérard Vandystadt commence la photographie à l'âge de 17 ans où il devient pigiste pour Les Nouvelles de Versailles.
Directeur d'une agence photographique qui porte son nom, il reçoit le prix World Press Photo, catégorie sports en 1990.

## Ouvrages
- Gérard Vandystadt, Lettres photographiques, éditions Gérard Vandystad, 1998 (ISBN 978-2950731623)
- Gérard Vandystadt, Merci les bleus, Compagnie du Livre, 2000, 128 p. (ISBN 978-2950731654)
- Gérard Vandystadt et Rodolphe Beaudeau, Roue libre, 2001, 88 p. (ISBN 978-2258057876)
- Gérard Vandystadt et Rodolphe Beaudeau, Plein cadre, Hors collection, 2002, 83 p. (ISBN 978-2258059917)
- Gérard Vandystadt et Henri Szwarc, Football : Le rêve bleu 1998-2006, éditions Séquoia, 2006, 111 p. (ISBN 978-2915612288)